# ابراهیم بن موسی کرکی
ابراهیم بن موسی کَرَکی لقب‌گرفته به برهان‌الدین (۱۳۷۴ – ۱۴۴۹) (نسب: ابراهیم بن موسی بن بلال بن عمران) زبان‌شناس، فقیه و قرائت‌شناس شامی بود. در کرک الشوبک، معان به دنیا آمد. مدتی در قدس و الخلیل اقامت داشت، به مصر رفت و از علمای آن فراگرفت. در سال ۸۰۸ق ساکن قاهره شد. قضاوت محله الکبری را برعهده گرفت.

## آثار
- الإسعاف فی معرفة القطع و الاستئناف
- الآلة فی معرفة الفتح و الامالة
- حل الرمز فی الوقف علی الهمز
- مذاهب القراء السبعة
- شرح الفیهٔ ابن مالک
- مرقاة اللبیب الی علم الأعاریب

مختصرها، حاشیه‌نوشته‌ها و برخی نثرهایی از او در تفسیر و فقه شافعی برجای مانده است.